# Mitlödi
Mitlödi é uma comuna da Suíça, no Cantão Glaris, com cerca de 1.084 habitantes. Estende-se por uma área de 6,23 km², de densidade populacional de 174 hab/km². Confina com as seguintes comunas: Ennenda, Glarona (Glarus), Schwanden, Schwändi, Sool.
A língua oficial nesta comuna é o Alemão.

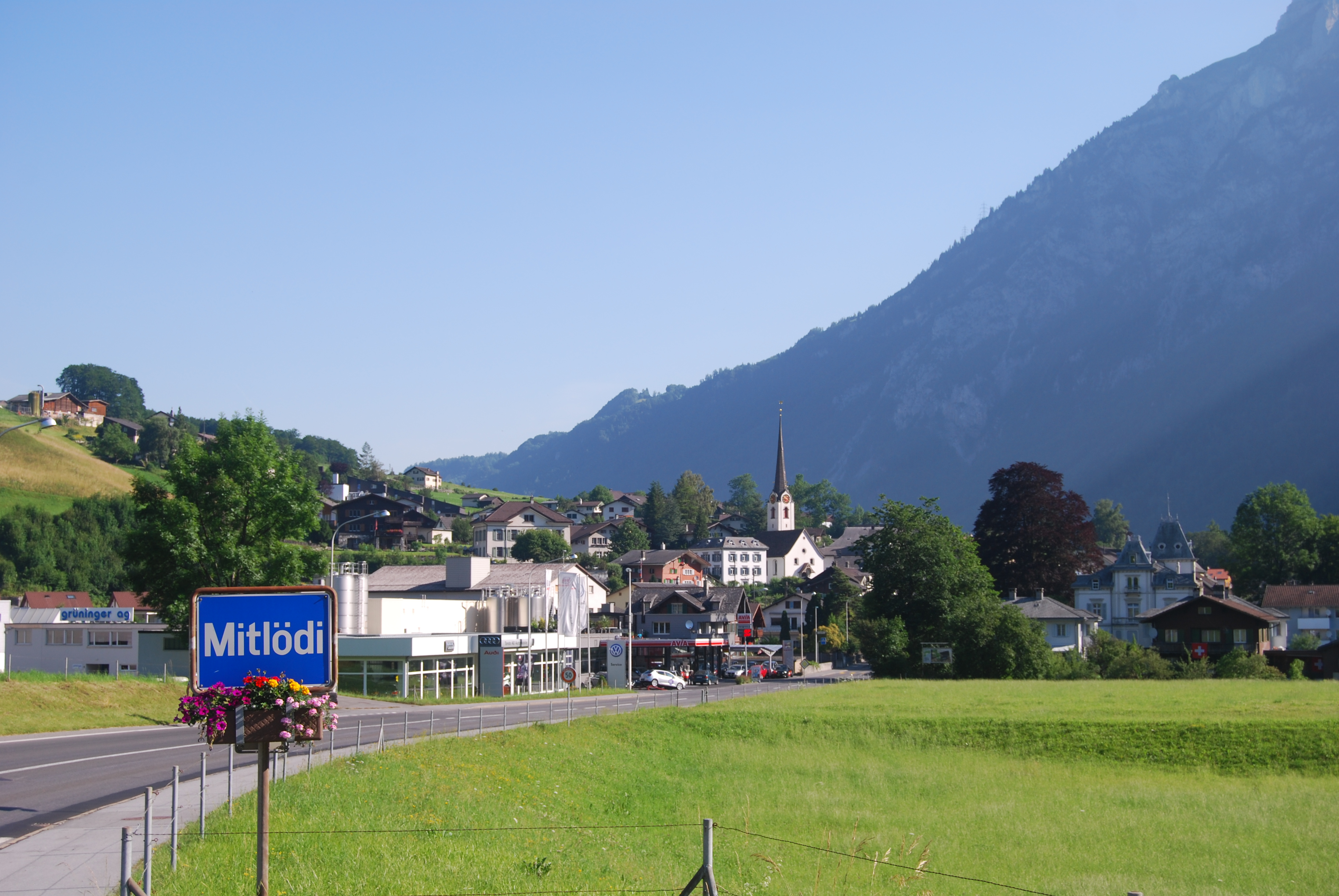
Mitlödi.